# Quế Minh
Quế Minh is een xã in het district Quế Sơn, een van de districten in de Vietnamese provincie Quảng Nam. Quế Minh heeft ruim 4300 inwoners op een oppervlakte van 62,5 km².

## Geografie en topografie
Quế Minh ligt in het zuidoosten van Quế Sơn. Het ligt tegen de grens met Thăng Bình. De aangrenzende xã in Thăng Bình is Bình Lãnh. Het uiterste zuidwesten grenst het ook aan Hiệp Đức. Op dit punt komen drie districten bij elkaar, Quế Sơn, Thăng Bình en Hiệp Đức. De aangrenzende xã in Hiệp Đức is Bình Lâm. De aangrenzende xã's in Quế Sơn zijn Quế An en Quế Châu. Verder grenst het ook aan thị trấn Đông Phú.